# Heptapleurum
Genre
Heptapleurum est un genre de plantes à fleurs de la famille des Araliaceae. Ce sont des arbre ou des arbustes originaires d'Asie du Sud-Est et d'Océanie.
Décrit en 1791, le genre a ensuite été placé en synonymie puis à nouveau séparé du genre Schefflera en 2020. C'est le plus grand genre d'Araliacées en nombre d'espèces avec 321 espèces acceptées.

## Description
Ce sont des arbres ou arbustes, à feuilles persistantes parfois épiphytes.
Les feuilles sont composées palmées,. Les stipules sont unis au pétiole.
L’inflorescence est une panicule terminale, pseudo-latérale ou grappe composée d’ombelles.
Les fleurs disposées en ombelles, en têtes ou en grappes et le fruit est une drupe, globuleux ou ovoïde.
Les graines (4 a 11) par drupe sont comprimées latéralement.

## Répartition
Le genre est originaire du sous-continent indien, du Tibet, du sud de la Chine, de Hainan, de Taïwan, de l'Asie du Sud-Est, de la Malaisie, de la Papouasie, du Japon et de l'Australie.

## Galerie

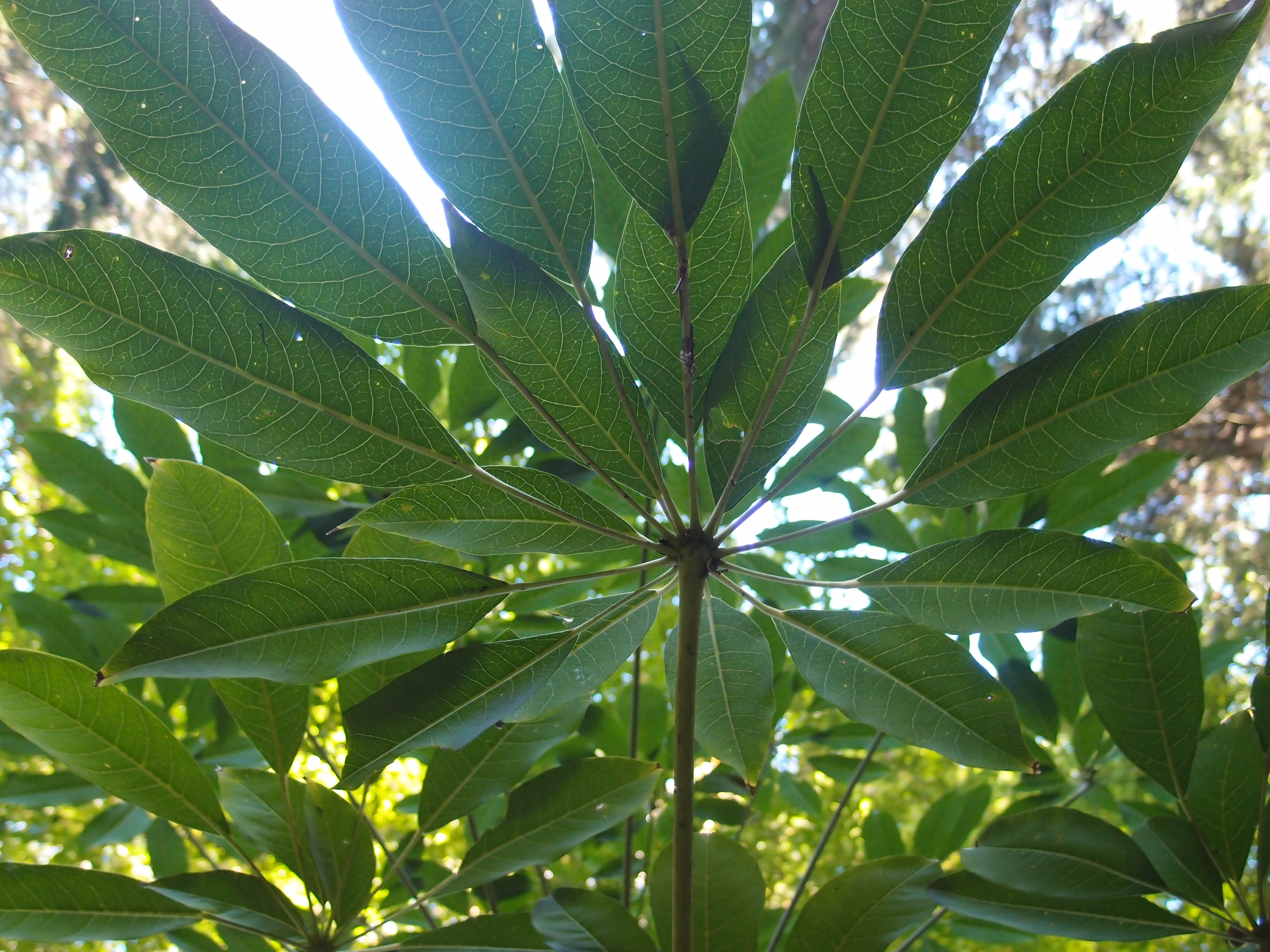
Heptapleurum fantsipanense CHB06.VI14, jardin jungle.
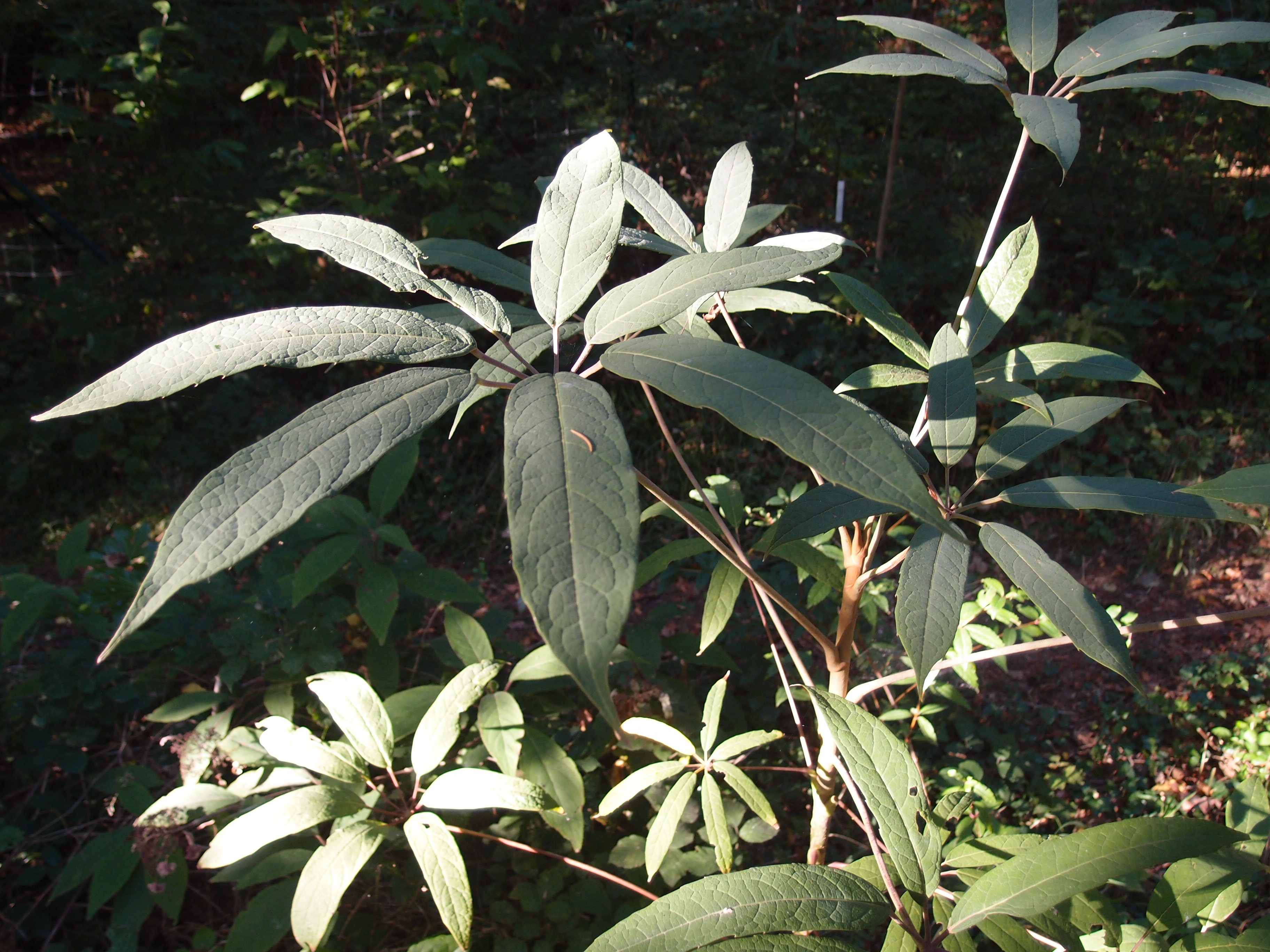
Heptapleurum fengii jardin jungle.
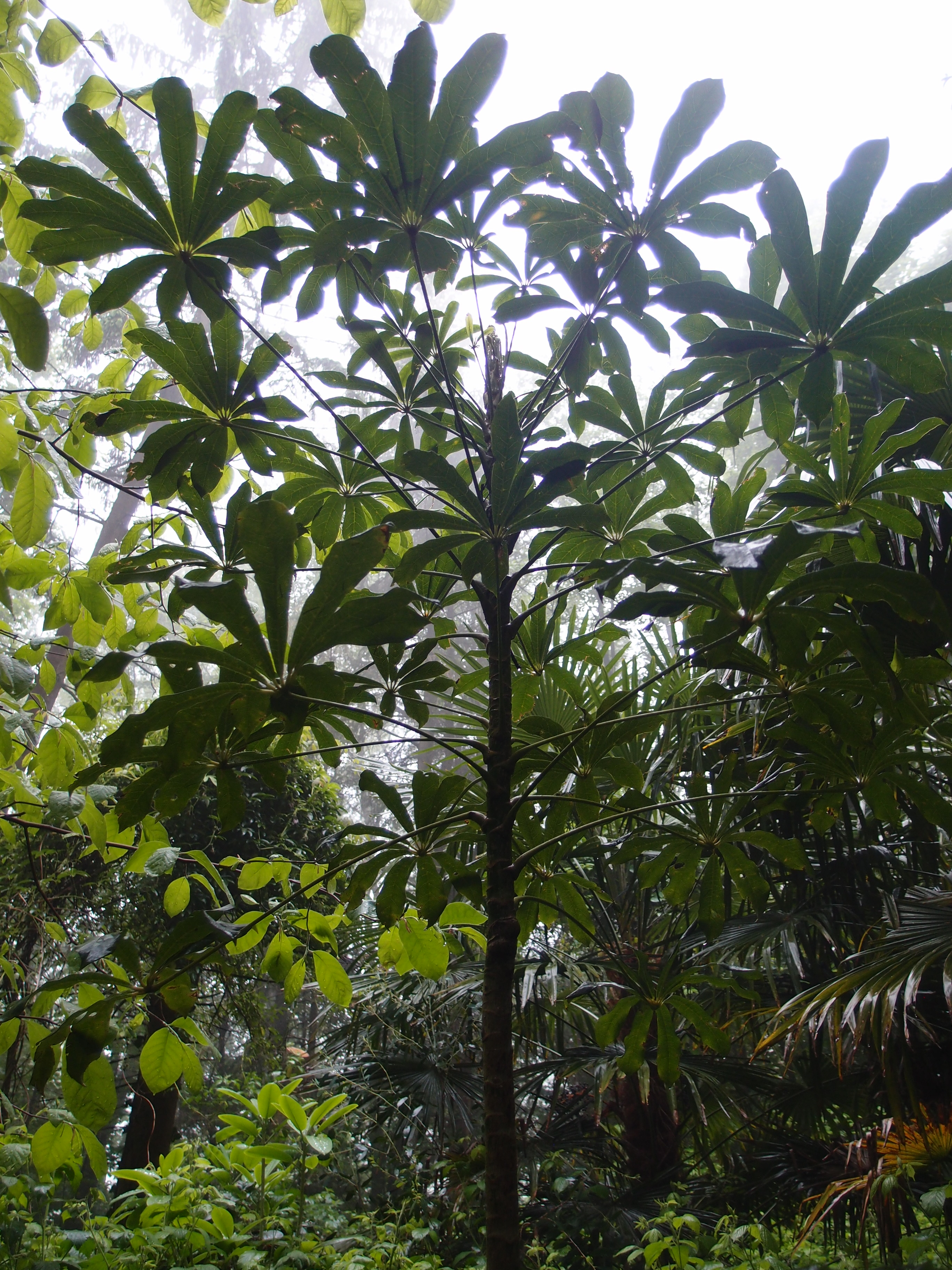
Heptapleurum glabrescens CHB14.CH97 jardin jungle.
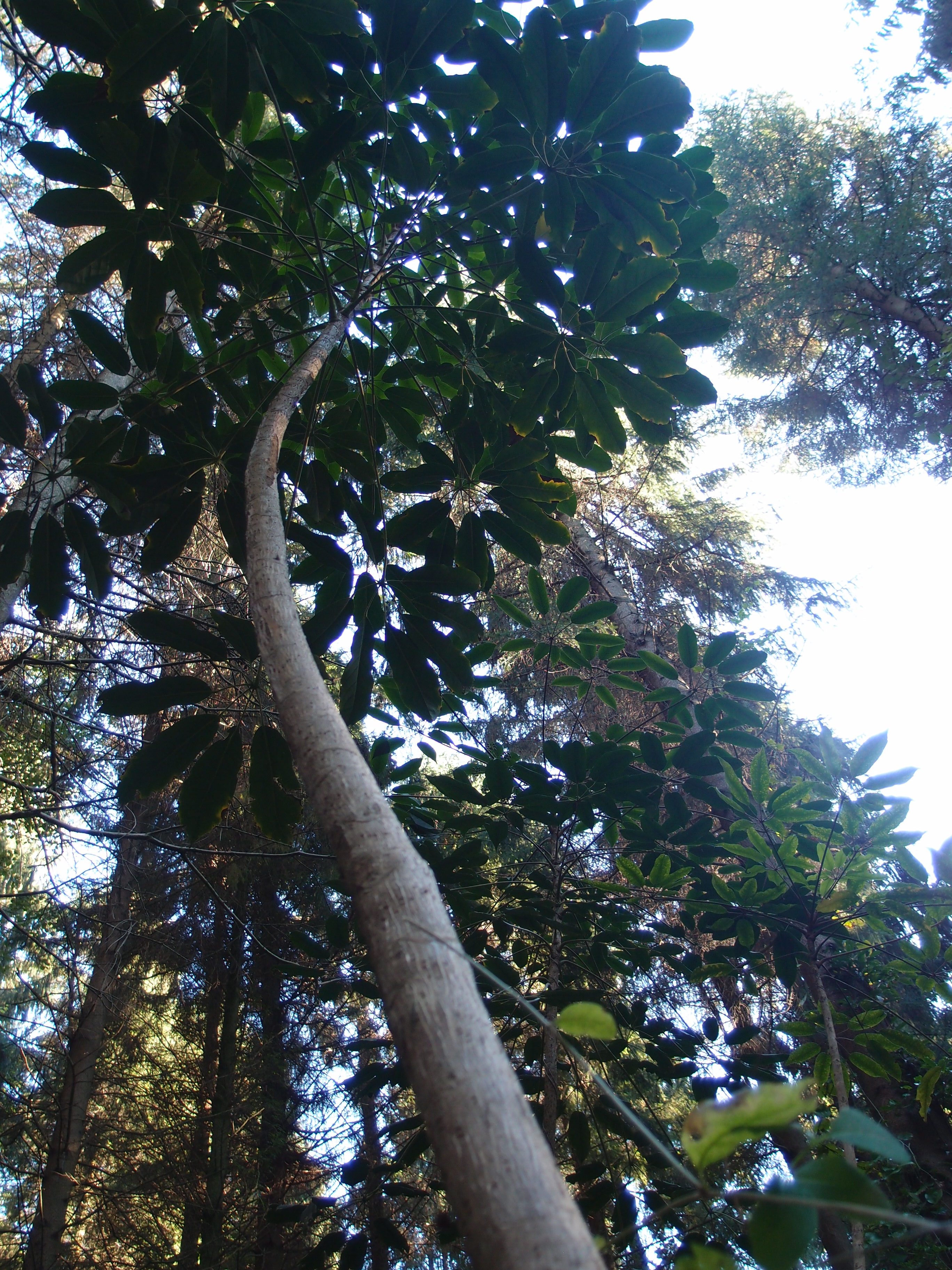
Heptapleurum alpinum CHB09.VI27 jardin jungle.
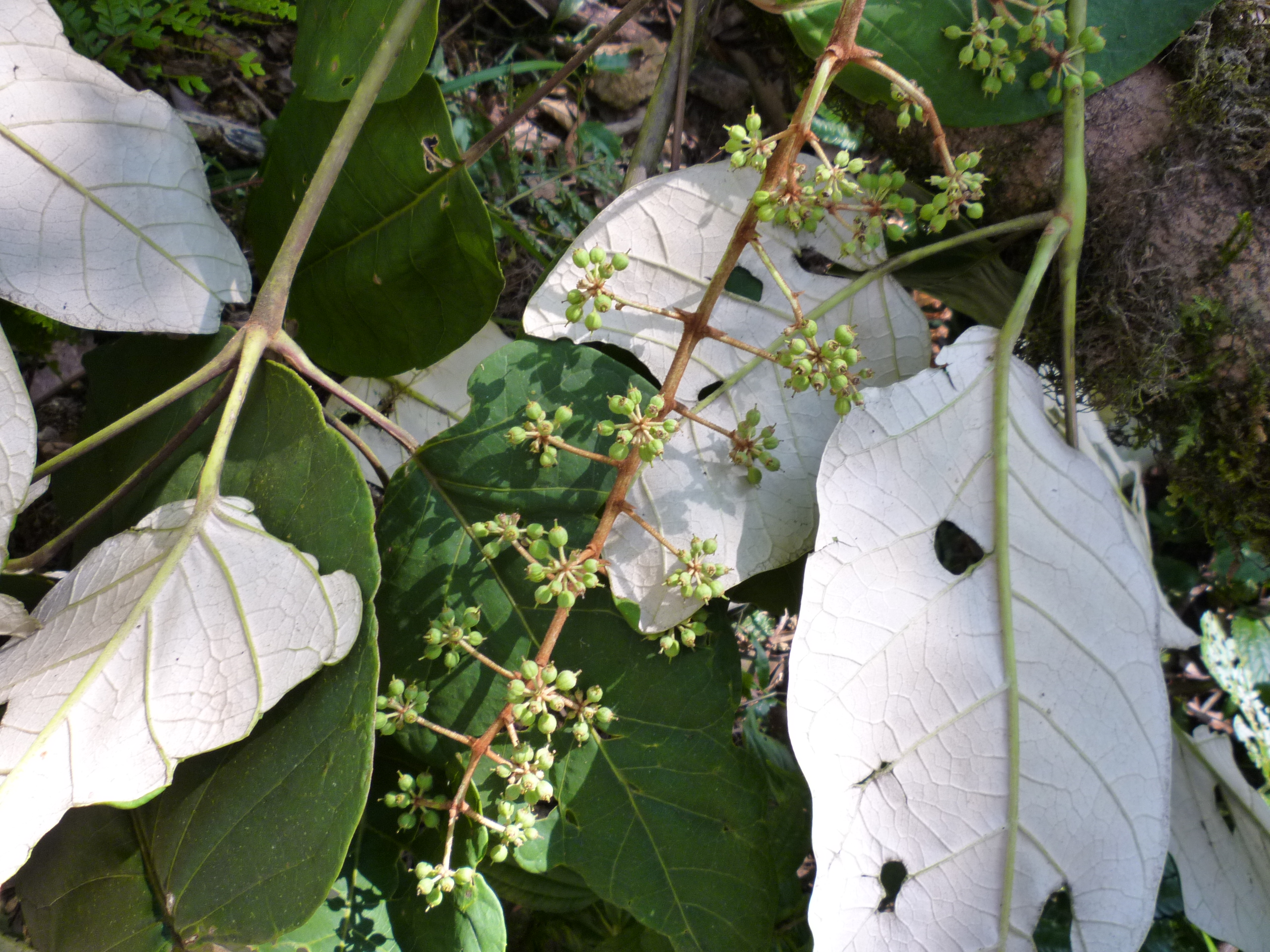
Heptapleurum macrophyllum Lào Cai, au Vietnam.
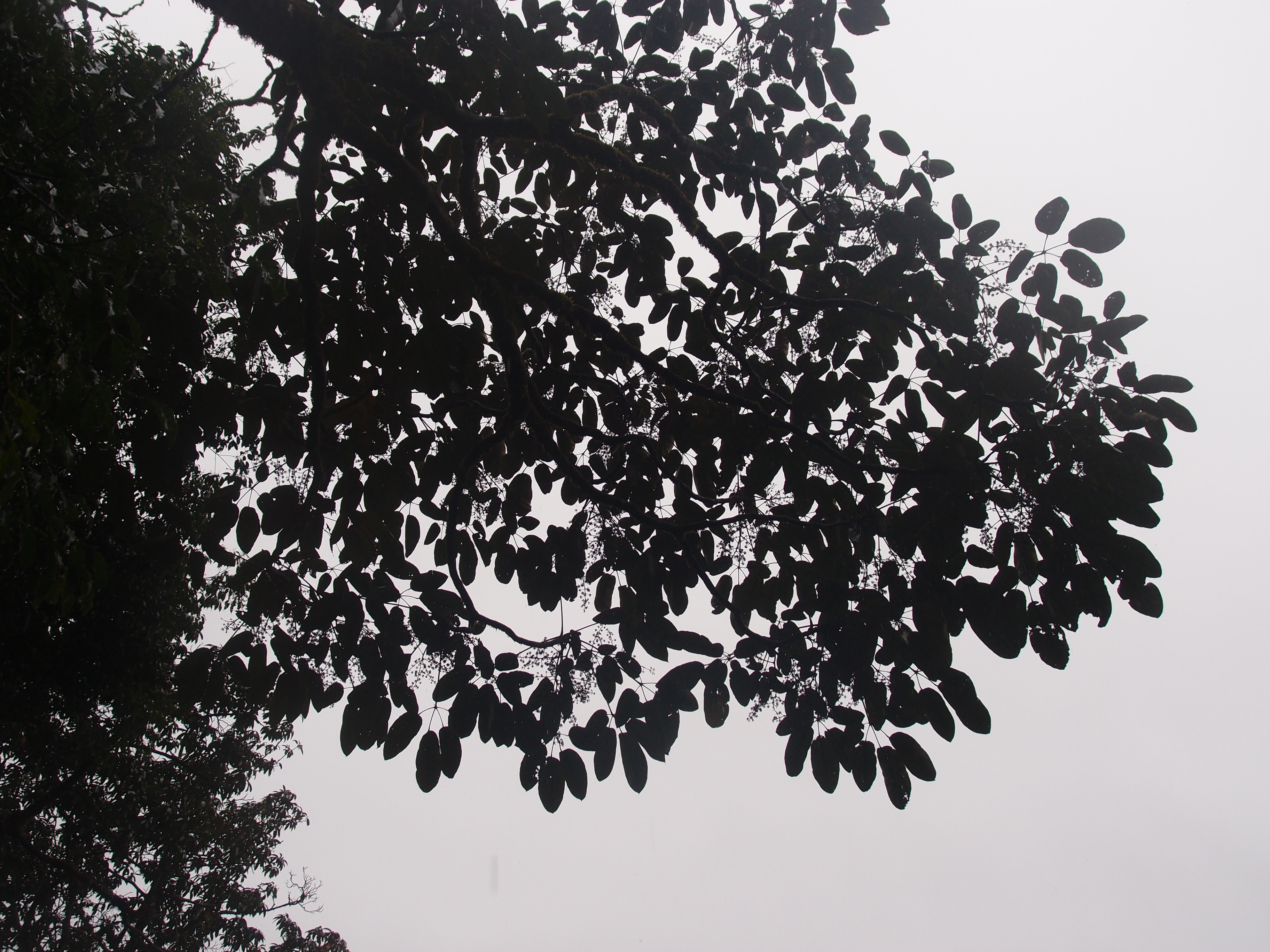
Heptapleurum macrophyllum, Phu Ta Leng, au Vietnam.
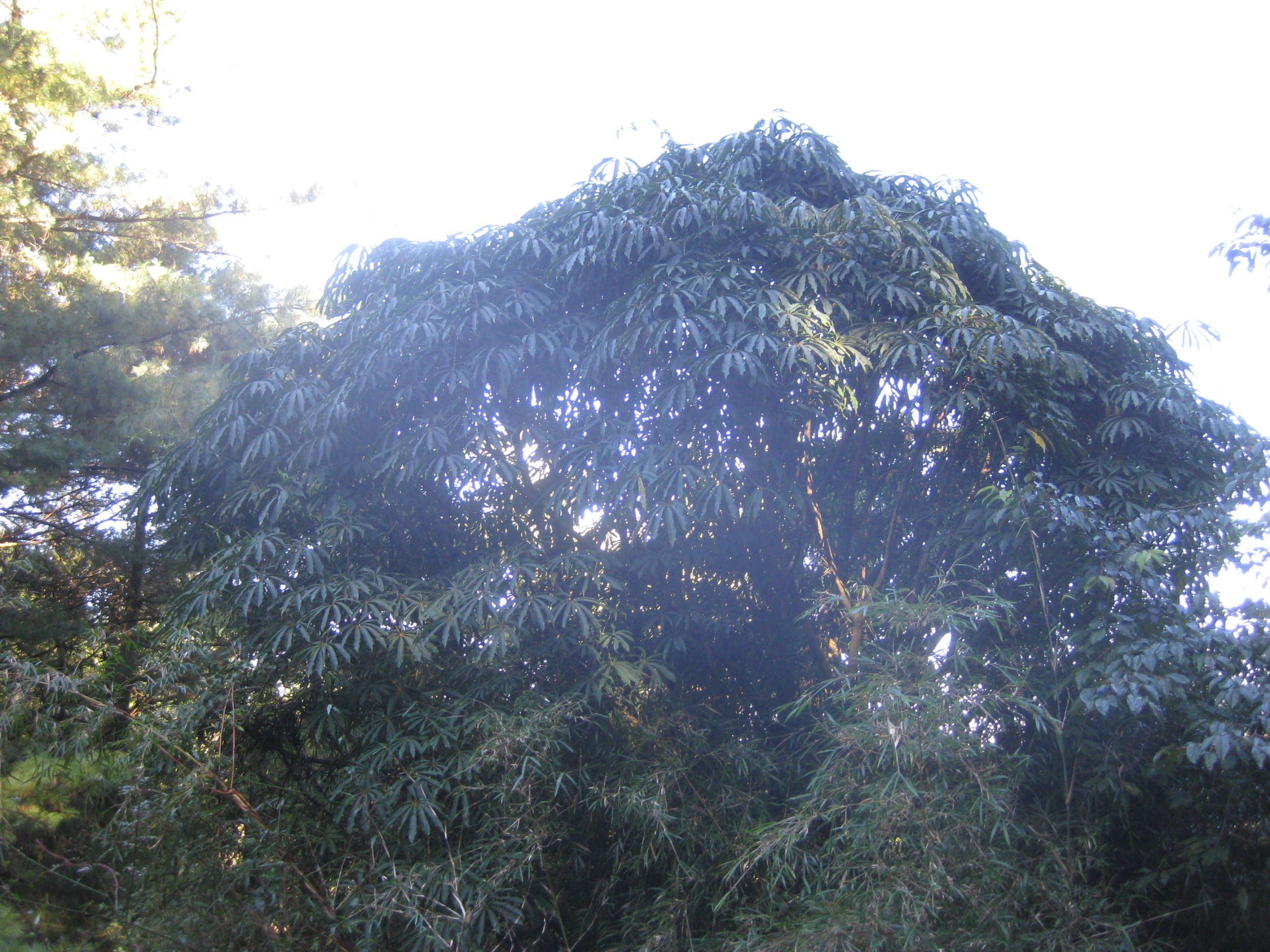
Heptapleurum taiwanianum, Yu Shan, à Taïwan.
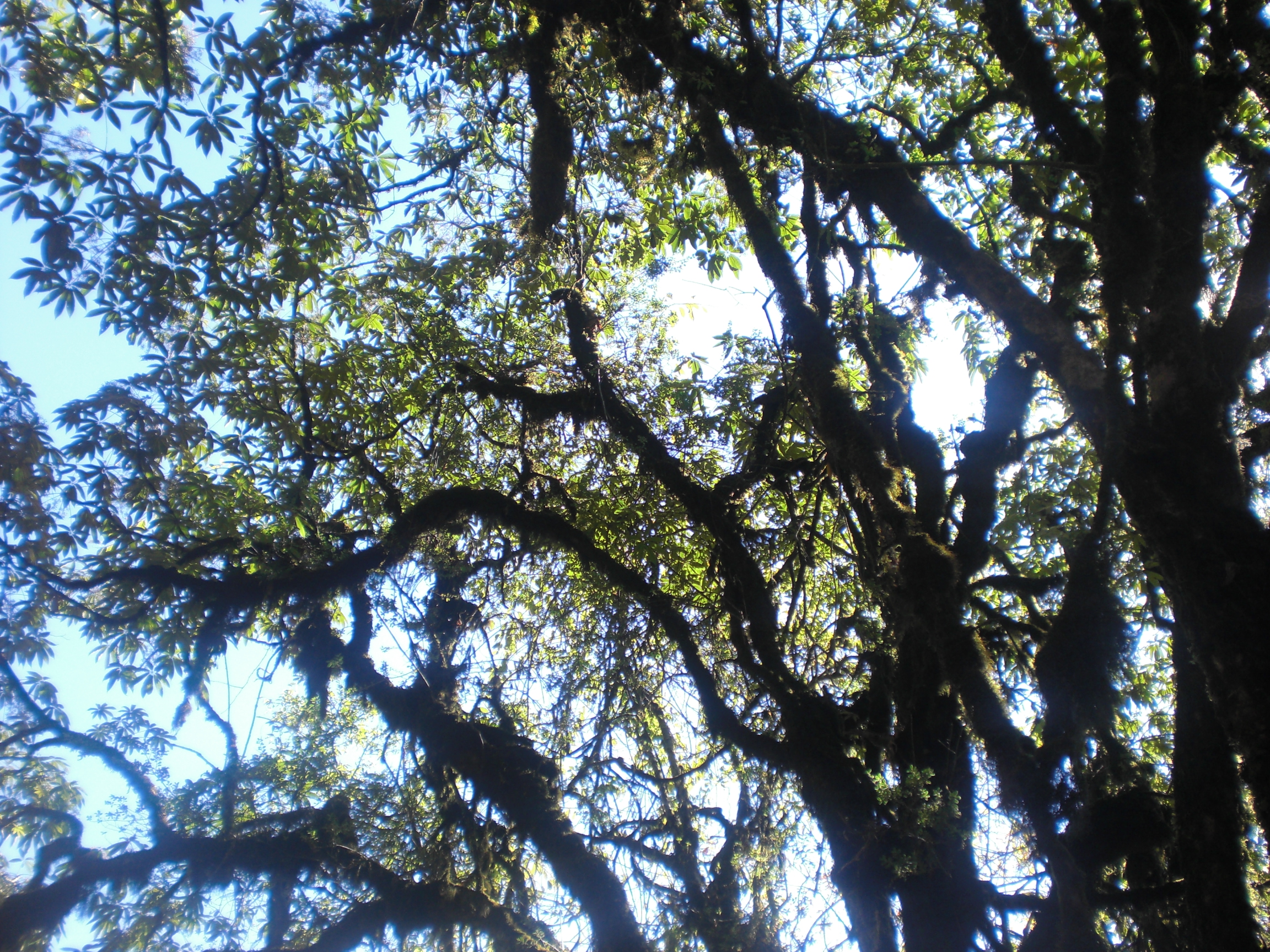
Heptapleurum rhododendrifolium au Sikkim.
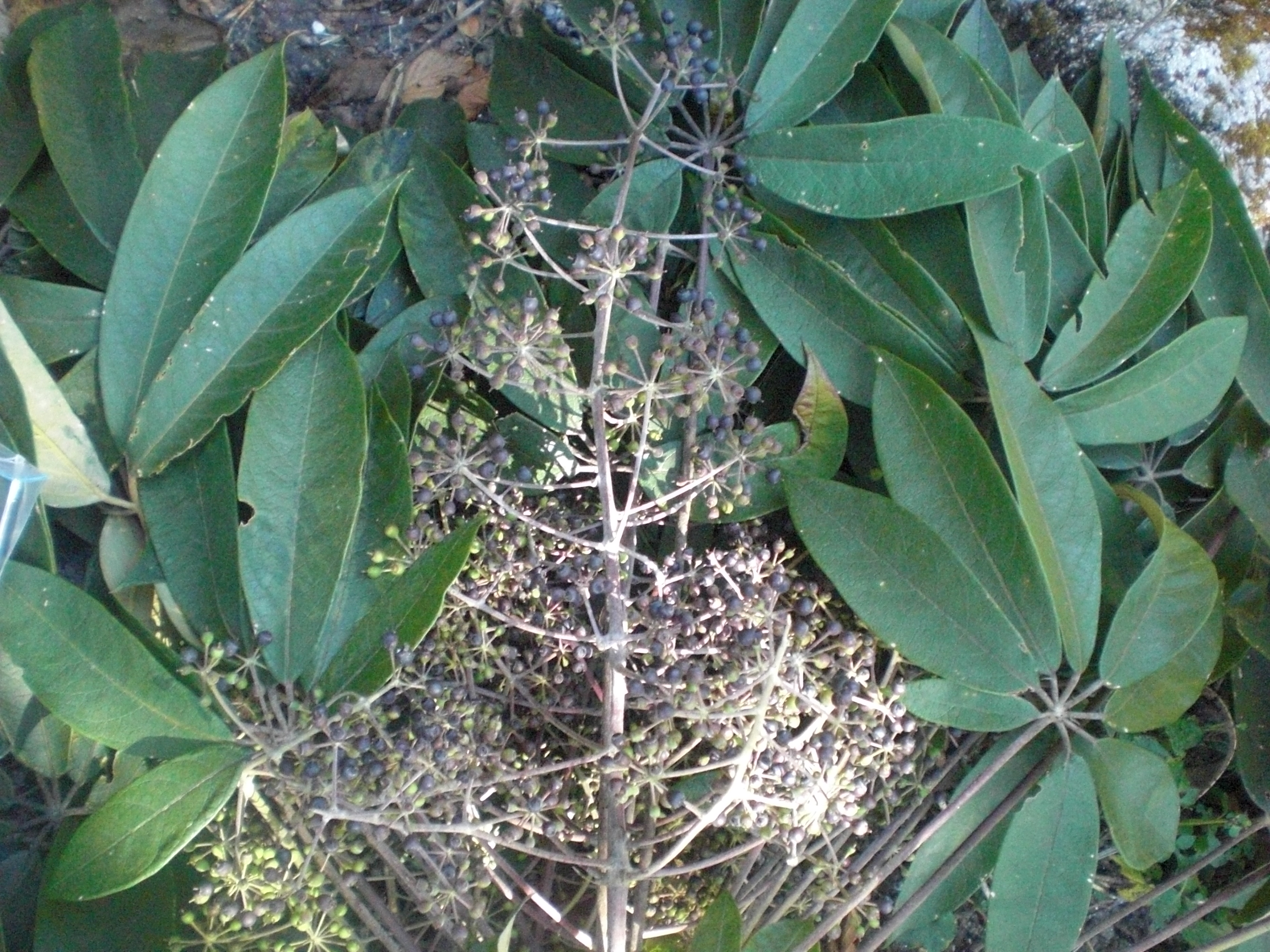
Inflorescence de Heptapleurum rhododendrifolium, au Sikkim.

## Taxinomie

### Synonymes
Selon Plants of the World online (POWO) (15 février 2025) :
- Actinomorphe (Miq.) Miq. in Fl. Ned. Ind. 1(1): 749 (1856)
- Agalma Miq. in Bonplandia (Hannover) 4: 138 (1856)
- Brassaia Endl. in Nov. Stirp. Dec. 1: 89 (1839)
- Cephaloschefflera (Harms) Merr. in Enum. Philipp. Fl. Pl. 3: 231 (1923)
- Gynapteina (Blume) Spach in Hist. Nat. Vég. 8: 113 (1839)
- Heptoneurum Hassk. in Flora 25(2 Beibl. 1): 30 (1842), orth. var.
- Parapanax Miq. in Fl. Ned. Ind., Eerste Bijv.: 338 (1861)
- Paratropia (Blume) DC. in Prodr. 4: 265 (1830)
- Scheffleropsis Ridl. in Fl. Malay Penins. 1: 888 (1922)
- Tupidanthus Hook.f. & Thomson in Bot. Mag. 82: t. 4908 (1856)
- Unjala Blume in Catalogus: 56 (1823)

### Liste des espèces
Selon Plants of the World online (POWO) (15 février 2025) :
- Heptapleurum actinophyllum (Endl.) Lowry & G.M.Plunkett
- Heptapleurum acuminatissimum (Merr.) Lowry & G.M.Plunkett
- Heptapleurum acutissimum (Miq.) Seem.
- Heptapleurum affine King
- Heptapleurum agamae (Merr.) Lowry & G.M.Plunkett
- Heptapleurum agasthiyamalayanum (Manickam, Murugan, Sundaresan & Jothi) Lowry & G.M.Plunkett
- Heptapleurum albidobracteatum (Elmer) Lowry & G.M.Plunkett
- Heptapleurum alongense (R.Vig.) Lowry & G.M.Plunkett
- Heptapleurum alpinum (Grushv. & Skvortsova) Lowry & G.M.Plunkett
- Heptapleurum altigenum (Frodin) Lowry & G.M.Plunkett
- Heptapleurum alvarezii (Merr.) Lowry & G.M.Plunkett
- Heptapleurum amungwiwae (Frodin) Lowry & G.M.Plunkett
- Heptapleurum angiense (Gibbs) Lowry & G.M.Plunkett
- Heptapleurum angilogense (Merr.) Lowry & G.M.Plunkett
- Heptapleurum angustifolium (Merr.) Lowry & G.M.Plunkett
- Heptapleurum apiculatum (Miq.) Seem.
- Heptapleurum arboricola Hayata
- Heptapleurum archboldianum (Philipson) Lowry & G.M.Plunkett
- Heptapleurum arfakense (Gibbs) Lowry & G.M.Plunkett
- Heptapleurum aromaticum (Blume) Boerl.
- Heptapleurum avene (Miq.) Seem.
- Heptapleurum banahaense (Merr.) Lowry & G.M.Plunkett
- Heptapleurum barbatum (Philipson) Lowry & G.M.Plunkett
- Heptapleurum beamanii (Puad, T.J.Barkman & Frodin) Puad, T.J.Barkman, Lowry & G.M.Plunkett
- Heptapleurum beccarianum (Harms) Lowry & G.M.Plunkett
- Heptapleurum bengalense (Gamble) Esser
- Heptapleurum benguetense (Merr.) Lowry & G.M.Plunkett
- Heptapleurum binuangense (C.B.Rob.) Lowry & G.M.Plunkett
- Heptapleurum bipalmatifolium (Merr.) Lowry & G.M.Plunkett
- Heptapleurum blancoi (Merr.) Lowry & G.M.Plunkett
- Heptapleurum bodinieri H.Lév.
- Heptapleurum bordenii (Merr.) Lowry & G.M.Plunkett
- Heptapleurum boridianum (Harms) Lowry & G.M.Plunkett
- Heptapleurum borneense (Merr.) Lowry & G.M.Plunkett
- Heptapleurum bougainvilleanum (Harms) Lowry & G.M.Plunkett
- Heptapleurum bourdillonii (Gamble) Lowry & G.M.Plunkett
- Heptapleurum bractescens (Ridl.) Lowry & G.M.Plunkett
- Heptapleurum brassaiellum (Ridl.) Lowry & G.M.Plunkett
- Heptapleurum brassii (Harms) Lowry & G.M.Plunkett
- Heptapleurum brevipedicellatum (Harms) Lowry & G.M.Plunkett
- Heptapleurum brevipes (Merr.) Lowry & G.M.Plunkett
- Heptapleurum bukidnonense (Merr.) Lowry & G.M.Plunkett
- Heptapleurum burkillii (Merr.) Lowry & G.M.Plunkett
- Heptapleurum buxifolioides (C.B.Shang) Lowry & G.M.Plunkett
- Heptapleurum calyptratum (Hook.f. & Thomson) Y.F.Deng
- Heptapleurum cambodianum (Yahara & Tagane) Lowry & G.M.Plunkett
- Heptapleurum canaense (C.B.Shang) Lowry & G.M.Plunkett
- Heptapleurum capitatum (Wight & Arn.) Seem.
- Heptapleurum capituliferum (Merr.) Lowry & G.M.Plunkett
- Heptapleurum caroli (Harms) Lowry & G.M.Plunkett
- Heptapleurum carrii (Harms) Lowry & G.M.Plunkett
- Heptapleurum catanduanense (Merr.) Lowry & G.M.Plunkett
- Heptapleurum catense (Elmer) Lowry & G.M.Plunkett
- Heptapleurum caudatifolium (Merr.) Lowry & G.M.Plunkett
- Heptapleurum caudatum S.Vidal
- Heptapleurum cavaleriei H.Lév.
- Heptapleurum cephalotes C.B.Clarke
- Heptapleurum chaetorrhachis (Harms) Lowry & G.M.Plunkett
- Heptapleurum chandrasekharanii (Ramam. & Rajan) Lowry & G.M.Plunkett
- Heptapleurum chanii (T.J.Barkman, Puad & Frodin) T.J.Barkman, Puad, Lowry & G.M.Plunkett
- Heptapleurum chapanum (Harms) Lowry & G.M.Plunkett
- Heptapleurum chartaceum (Merr.) Lowry & G.M.Plunkett
- Heptapleurum chevalieri (C.B.Shang) Lowry & G.M.Plunkett
- Heptapleurum chinense (Dunn) Y.F.Deng
- Heptapleurum cinnamomeum (Merr.) Lowry & G.M.Plunkett
- Heptapleurum clarkei Lowry & G.M.Plunkett
- Heptapleurum clementis (Merr.) Lowry & G.M.Plunkett
- Heptapleurum corymbiforme (Bui) Lowry & G.M.Plunkett
- Heptapleurum crassibracteatum (C.B.Shang) Lowry & G.M.Plunkett
- Heptapleurum crassifolium (Merr.) Lowry & G.M.Plunkett
- Heptapleurum crassissimum (Merr.) Lowry & G.M.Plunkett
- Heptapleurum crenatum (Puad & Frodin) T.J.Barkman, Lowry & G.M.Plunkett
- Heptapleurum cumingii Seem.
- Heptapleurum cuneatum (Craib) Lowry & G.M.Plunkett
- Heptapleurum curranii (Merr.) Lowry & G.M.Plunkett
- Heptapleurum delavayi Franch.
- Heptapleurum demesae (Merr.) Lowry & G.M.Plunkett
- Heptapleurum dentatum (Frodin) Lowry & G.M.Plunkett
- Heptapleurum digitatum (Wall. ex Loudon) Lowry & G.M.Plunkett
- Heptapleurum divaricatum (Blume) Seem.
- Heptapleurum dongnaiense (Bui) Lowry & G.M.Plunkett
- Heptapleurum ellipticum (Blume) Seem.
- Heptapleurum elliptifoliolum (Merr.) Lowry & G.M.Plunkett
- Heptapleurum emarginatum (Moon) Seem.
- Heptapleurum enneaphyllum (Bui) Lowry & G.M.Plunkett
- Heptapleurum eriocephalum (Harms) Lowry & G.M.Plunkett
- Heptapleurum eucaudatum (Merr.) Lowry & G.M.Plunkett
- Heptapleurum exaltatum (Thwaites) Seem.
- Heptapleurum fantsipanense (Bui) Lowry & G.M.Plunkett
- Heptapleurum farinosum (Blume) Lowry & G.M.Plunkett
- Heptapleurum fastigiatum (Miq.) Seem.
- Heptapleurum fengii (C.J.Tseng & G.Hoo) Lowry & G.M.Plunkett
- Heptapleurum feriarum (Frodin) Lowry & G.M.Plunkett
- Heptapleurum filipes (Merr.) Lowry & G.M.Plunkett
- Heptapleurum fimbriatum F.Muell.
- Heptapleurum foetidum (Merr.) Lowry & G.M.Plunkett
- Heptapleurum forbesii (Ridl.) Lowry & G.M.Plunkett
- Heptapleurum foxworthyi (Merr.) Lowry & G.M.Plunkett
- Heptapleurum frodinii de Kok
- Heptapleurum gigantifolium (Merr.) Lowry & G.M.Plunkett
- Heptapleurum gjellerupii (Harms) Lowry & G.M.Plunkett
- Heptapleurum glabrescens (C.J.Tseng & G.Hoo) Lowry & G.M.Plunkett
- Heptapleurum glabrum (Merr.) Lowry & G.M.Plunkett
- Heptapleurum glaucum Kurz
- Heptapleurum globosum (Merr.) Lowry & G.M.Plunkett
- Heptapleurum globuliferum (Grushv. & Skvortsova) Lowry & G.M.Plunkett
- Heptapleurum glomerulatum Ridl.
- Heptapleurum gracile (Miq.) Blume ex Seem.
- Heptapleurum gracilipes (Merr.) Lowry & G.M.Plunkett
- Heptapleurum griffithii (Seem.) ined.
- Heptapleurum guizhouense (C.B.Shang) Lowry & G.M.Plunkett
- Heptapleurum hainanense (Merr. & Chun) Lowry & G.M.Plunkett
- Heptapleurum halconense (Merr.) Lowry & G.M.Plunkett
- Heptapleurum havilandii (Merr.) Lowry & G.M.Plunkett
- Heptapleurum hellwigianum (Harms) Lowry & G.M.Plunkett
- Heptapleurum hemiepiphyticum (Grushv. & Skvortsova) Lowry & G.M.Plunkett
- Heptapleurum heptaphyllum (L.) Y.F.Deng
- Heptapleurum heterobotryum (Frodin) Lowry & G.M.Plunkett
- Heptapleurum heterocladum (Frodin) Lowry & G.M.Plunkett
- Heptapleurum heterophyllum (Wall. ex G.Don) Seem.
- Heptapleurum hirsutum (Philipson) Lowry & G.M.Plunkett
- Heptapleurum hoi Dunn
- Heptapleurum hullettii King
- Heptapleurum hunsteinianum (Harms) Lowry & G.M.Plunkett
- Heptapleurum hypoleucoides (Harms) Lowry & G.M.Plunkett
- Heptapleurum hypoleucum Kurz
- Heptapleurum insculptum (Frodin) Lowry & G.M.Plunkett
- Heptapleurum insigne (C.N.Ho) Lowry & G.M.Plunkett
- Heptapleurum insularum Seem.
- Heptapleurum ischnoacrum (Harms) Lowry & G.M.Plunkett
- Heptapleurum ischyrocephalum (Harms) Lowry & G.M.Plunkett
- Heptapleurum janowskyi (Harms) Lowry & G.M.Plunkett
- Heptapleurum junghuhnianum (Miq.) Seem.
- Heptapleurum kajonense (Harms) Lowry & G.M.Plunkett
- Heptapleurum kaniense (Harms) Lowry & G.M.Plunkett
- Heptapleurum khasianum C.B.Clarke
- Heptapleurum kinabaluense (Puad, T.J.Barkman & Frodin) Lowry & G.M.Plunkett
- Heptapleurum kontumense (Bui) Lowry & G.M.Plunkett
- Heptapleurum koordersii (Harms) Lowry & G.M.Plunkett
- Heptapleurum koresii (P.Royen) Lowry & G.M.Plunkett
- Heptapleurum kornasii (Grushv. & Skvortsova) Lowry & G.M.Plunkett
- Heptapleurum kraemeri (Harms) Lowry & G.M.Plunkett
- Heptapleurum kuborense (Frodin) Lowry & G.M.Plunkett
- Heptapleurum kuchingense (Merr.) Lowry & G.M.Plunkett
- Heptapleurum lakhonense (C.B.Shang) Lowry & G.M.Plunkett
- Heptapleurum lanatum (Frodin, Puad & T.J.Barkman) Puad, T.J.Barkman, Lowry & G.M.Plunkett
- Heptapleurum lanceolatum (Ridl.) Lowry & G.M.Plunkett
- Heptapleurum lasiocalyx (Ridl.) Lowry & G.M.Plunkett
- Heptapleurum lasiosphaerum (Harms) Lowry & G.M.Plunkett
- Heptapleurum latifoliolatum King
- Heptapleurum lawranceanum Prain
- Heptapleurum laxiflorum (Ridl.) Lowry & G.M.Plunkett
- Heptapleurum laxiusculum (Grushv. & Skvortsova) Lowry & G.M.Plunkett
- Heptapleurum leiophyllum (Harms) Lowry & G.M.Plunkett
- Heptapleurum lengguanii de Kok
- Heptapleurum lenticellatum (C.B.Shang) Lowry & G.M.Plunkett
- Heptapleurum leroyianum (C.B.Shang) Lowry & G.M.Plunkett
- Heptapleurum leucanthum (R.Vig.) Y.F.Deng
- Heptapleurum leytense (Merr.) Lowry & G.M.Plunkett
- Heptapleurum lineamentorum (Frodin & Puad) Puad, T.J.Barkman, Lowry & G.M.Plunkett
- Heptapleurum littorale (Miq.) Boerl.
- Heptapleurum littoreum (Seem.) Lowry & G.M.Plunkett
- Heptapleurum locianum (Grushv. & Skvortsova) Y.F.Deng
- Heptapleurum longicaudatum de Kok
- Heptapleurum longifolium (Blume) Seem.
- Heptapleurum longifrutescens (Elmer) Lowry & G.M.Plunkett
- Heptapleurum lorentzii (Harms) Lowry & G.M.Plunkett
- Heptapleurum lucescens (Blume) Lowry & G.M.Plunkett
- Heptapleurum luridum King
- Heptapleurum luzoniense (Merr.) Lowry & G.M.Plunkett
- Heptapleurum macgregorii (Merr.) G.M.Plunkett & Lowry
- Heptapleurum macranthum (Merr.) G.M.Plunkett & Lowry
- Heptapleurum macrophyllum Dunn
- Heptapleurum macrostachyum (Benth.) Scheff.
- Heptapleurum maduraiense (K.Ravik. & V.Lakshm.) G.M.Plunkett & Lowry
- Heptapleurum mamutiacum (Puad, T.J.Barkman & Frodin) Puad, T.J.Barkman, G.M.Plunkett & Lowry
- Heptapleurum mangiferifolium (Frodin & Puad) Puad, T.J.Barkman, G.M.Plunkett & Lowry
- Heptapleurum marlipoense (C.J.Tseng & G.Hoo) G.M.Plunkett & Lowry
- Heptapleurum matsallehii (T.J.Barkman, Puad & Frodin) T.J.Barkman, Puad, G.M.Plunkett & Lowry
- Heptapleurum megalanthum (Harms) G.M.Plunkett & Lowry
- Heptapleurum membranifolium (Bui) G.M.Plunkett & Lowry
- Heptapleurum merrillii (Elmer) G.M.Plunkett & Lowry
- Heptapleurum merrittii (Frodin) G.M.Plunkett & Lowry
- Heptapleurum metcalfianum (Merr. ex H.L.Li) G.M.Plunkett & Lowry
- Heptapleurum microgyne (Harms) G.M.Plunkett & Lowry
- Heptapleurum microphyllum (Merr.) G.M.Plunkett & Lowry
- Heptapleurum minahasae (Harms) G.M.Plunkett & Lowry
- Heptapleurum minutipetiolatum (Frodin) G.M.Plunkett & Lowry
- Heptapleurum minutistellatum (Merr. ex H.L.Li) Y.F.Deng
- Heptapleurum mitragerum (Frodin & Puad) Puad, T.J.Barkman, G.M.Plunkett & Lowry
- Heptapleurum mjoebergii (Merr.) G.M.Plunkett & Lowry
- Heptapleurum monticola (Ridl.) G.M.Plunkett & Lowry
- Heptapleurum morobeanum (Harms) G.M.Plunkett & Lowry
- Heptapleurum multiflorum (Merr.) G.M.Plunkett & Lowry
- Heptapleurum multifoliolatum (Merr.) G.M.Plunkett & Lowry
- Heptapleurum multinervium (H.L.Li) G.M.Plunkett & Lowry
- Heptapleurum multiramosum (Elmer) G.M.Plunkett & Lowry
- Heptapleurum multispicatum (Puad & Frodin) Puad, T.J.Barkman, G.M.Plunkett & Lowry
- Heptapleurum myrianthellum (Merr.) G.M.Plunkett & Lowry
- Heptapleurum myriocarpum (Harms) G.M.Plunkett & Lowry
- Heptapleurum nabirense (Philipson) G.M.Plunkett & Lowry
- Heptapleurum nanocephalum de Kok
- Heptapleurum napuoense (C.B.Shang) G.M.Plunkett & Lowry
- Heptapleurum nervosum King
- Heptapleurum nhatrangense (C.B.Shang) G.M.Plunkett & Lowry
- Heptapleurum nodosum (Miq.) G.M.Plunkett & Lowry
- Heptapleurum obliquum (Merr.) G.M.Plunkett & Lowry
- Heptapleurum oblongifolium (Merr.) G.M.Plunkett & Lowry
- Heptapleurum obovatifoliolatum (C.B.Shang) G.M.Plunkett & Lowry
- Heptapleurum obovatilimbum (Frodin & Puad) Puad, T.J.Barkman, G.M.Plunkett & Lowry
- Heptapleurum obovatum (Wight) Bedd.
- Heptapleurum obtusifolium (Merr.) G.M.Plunkett & Lowry
- Heptapleurum octandrum (Ridl.) G.M.Plunkett & Lowry
- Heptapleurum oligodon (Harms) G.M.Plunkett & Lowry
- Heptapleurum opacum (Puad, T.J.Barkman & Frodin) Puad, T.J.Barkman, G.M.Plunkett & Lowry
- Heptapleurum oreopolum (Harms) G.M.Plunkett & Lowry
- Heptapleurum ovoideum (Merr.) G.M.Plunkett & Lowry
- Heptapleurum oxyphyllum (Miq.) Seem.
- Heptapleurum pachyphlebium (Merr.) G.M.Plunkett & Lowry
- Heptapleurum pachystylum (Harms) G.M.Plunkett & Lowry
- Heptapleurum pacoense (Grushv. & Skvortsova) G.M.Plunkett & Lowry
- Heptapleurum pagiophyllum (Harms) G.M.Plunkett & Lowry
- Heptapleurum palawanense (Merr.) G.M.Plunkett & Lowry
- Heptapleurum palmiforme (Grushv. & Skvortsova) G.M.Plunkett & Lowry
- Heptapleurum panayense (Merr.) G.M.Plunkett & Lowry
- Heptapleurum papuanum (Ridl.) G.M.Plunkett & Lowry
- Heptapleurum parasiticum (Blume) Seem.
- Heptapleurum parvifoliolatum (C.J.Tseng & G.Hoo) Y.F.Deng
- Heptapleurum pauciflorum (R.Vig.) Y.F.Deng
- Heptapleurum pawoiense (Frodin) G.M.Plunkett & Lowry
- Heptapleurum peridotiticola (Puad, T.J.Barkman & Frodin) Puad, T.J.Barkman, G.M.Plunkett & Lowry
- Heptapleurum pes-avis (R.Vig.) Y.F.Deng
- Heptapleurum petelotii (Merr.) G.M.Plunkett & Lowry
- Heptapleurum petiolosum (Miq.) Seem.
- Heptapleurum phanerophlebium (Merr.) G.M.Plunkett & Lowry
- Heptapleurum philippinense G.M.Plunkett & Lowry
- Heptapleurum pilematophorum (Harms) G.M.Plunkett & Lowry
- Heptapleurum piperoideum (Elmer) G.M.Plunkett & Lowry
- Heptapleurum platyphyllum (Merr.) G.M.Plunkett & Lowry
- Heptapleurum poilaneanum (C.B.Shang) G.M.Plunkett & Lowry
- Heptapleurum politum (Miq.) Seem.
- Heptapleurum polyandrum (Ridl.) G.M.Plunkett & Lowry
- Heptapleurum polyastrum (Harms) G.M.Plunkett & Lowry
- Heptapleurum polybotryum (Miq.) Seem.
- Heptapleurum polychaetum (Harms) G.M.Plunkett & Lowry
- Heptapleurum polycladum (Frodin) G.M.Plunkett & Lowry
- Heptapleurum poomae (Esser & Jebb) Esser
- Heptapleurum porphyrantherum (Ridl.) G.M.Plunkett & Lowry
- Heptapleurum pseudobrassaium (Harms) G.M.Plunkett & Lowry
- Heptapleurum pseudospicatum (Bui) G.M.Plunkett & Lowry
- Heptapleurum pushpangadanii (Chakrab.) G.M.Plunkett & Lowry
- Heptapleurum quadripetalum (Merr.) G.M.Plunkett & Lowry
- Heptapleurum quangtriense (C.B.Shang) G.M.Plunkett & Lowry
- Heptapleurum racemosum (Wight) Bedd.
- Heptapleurum reinianum (Frodin) G.M.Plunkett & Lowry
- Heptapleurum remotiserratum (Merr.) G.M.Plunkett & Lowry
- Heptapleurum reticulatum (Philipson) G.M.Plunkett & Lowry
- Heptapleurum rhododendrifolium (Griff.) G.M.Plunkett & Lowry
- Heptapleurum rhynchocarpum (Merr.) G.M.Plunkett & Lowry
- Heptapleurum ridleyi King
- Heptapleurum rigidum (Blume) Hassk.
- Heptapleurum rostratum (Wight) Bedd.
- Heptapleurum rudolfi (Harms) G.M.Plunkett & Lowry
- Heptapleurum rugosum (Blume) Boerl.
- Heptapleurum sabahense (Frodin & Puad) Puad, T.J.Barkman, G.M.Plunkett & Lowry
- Heptapleurum santosii (Merr.) G.M.Plunkett & Lowry
- Heptapleurum sarasinorum (Harms ex Koord.) G.M.Plunkett & Lowry
- Heptapleurum scandens (Blume) Seem.
- Heptapleurum schizophyllum Hance
- Heptapleurum schultzei (Harms) G.M.Plunkett & Lowry
- Heptapleurum schumannianum (Harms) G.M.Plunkett & Lowry
- Heptapleurum scytinophyllum (Harms) G.M.Plunkett & Lowry
- Heptapleurum secundum (Philipson) G.M.Plunkett & Lowry
- Heptapleurum sepikianum (Harms) G.M.Plunkett & Lowry
- Heptapleurum serpentinicola (Puad & Frodin) Puad, T.J.Barkman, G.M.Plunkett & Lowry
- Heptapleurum serratum (Miq.) Seem.
- Heptapleurum sessile (Miq.) Boerl.
- Heptapleurum setulosum (Harms) G.M.Plunkett & Lowry
- Heptapleurum shweliense (W.W.Sm.) G.M.Plunkett & Lowry
- Heptapleurum siamense (W.W.Sm. ex Craib) G.M.Plunkett & Lowry
- Heptapleurum sibayakense (Merr.) G.M.Plunkett & Lowry
- Heptapleurum simbuense (Frodin) G.M.Plunkett & Lowry
- Heptapleurum simplicifolium (Merr.) G.M.Plunkett & Lowry
- Heptapleurum singalangense (Miq.) Seem.
- Heptapleurum singulare (B.C.Stone) G.M.Plunkett & Lowry
- Heptapleurum spaniodon (Harms) G.M.Plunkett & Lowry
- Heptapleurum stellatum Gaertn.
- Heptapleurum stellulatum (Merr.) G.M.Plunkett & Lowry
- Heptapleurum stenopetalum (Harms) G.M.Plunkett & Lowry
- Heptapleurum stenophyllum (Harms) G.M.Plunkett & Lowry
- Heptapleurum stolleanum (Harms) G.M.Plunkett & Lowry
- Heptapleurum stramineum (Frodin) G.M.Plunkett & Lowry
- Heptapleurum subavene (Blume) Hassk.
- Heptapleurum subdivaricatum (Merr. ex Frodin) G.M.Plunkett & Lowry
- Heptapleurum subintegrum (Craib) G.M.Plunkett & Lowry
- Heptapleurum taiwanianum (Nakai) G.M.Plunkett & Lowry
- Heptapleurum tambuyukonense (T.J.Barkman, Puad & Frodin) T.J.Barkman, Puad, G.M.Plunkett & Lowry
- Heptapleurum tanjiewhoeianum (Frodin & Puad) Puad, T.J.Barkman, G.M.Plunkett & Lowry
- Heptapleurum tanyrhachis (Harms) G.M.Plunkett & Lowry
- Heptapleurum tanytrichum (Harms) G.M.Plunkett & Lowry
- Heptapleurum tetrandrum (Merr.) G.M.Plunkett & Lowry
- Heptapleurum thaumasianthum (Harms) G.M.Plunkett & Lowry
- Heptapleurum tribracteolatum (Bui) G.M.Plunkett & Lowry
- Heptapleurum trineurum (Frodin & Puad) Puad, T.J.Barkman, G.M.Plunkett & Lowry
- Heptapleurum triste King
- Heptapleurum truncatifructum (Puad, T.J.Barkman & Frodin) Puad, T.J.Barkman, G.M.Plunkett & Lowry
- Heptapleurum trungii (Grushv. & Skvortsova) G.M.Plunkett & Lowry
- Heptapleurum tunkinense (R.Vig.) G.M.Plunkett & Lowry
- Heptapleurum urdanetense (Elmer) G.M.Plunkett & Lowry
- Heptapleurum venulosum (Wight & Arn.) Seem.
- Heptapleurum versteegii (Harms) G.M.Plunkett & Lowry
- Heptapleurum vidalianum (C.B.Shang) G.M.Plunkett & Lowry
- Heptapleurum violeum (C.B.Shang) G.M.Plunkett & Lowry
- Heptapleurum viridicephalum (Puad & Frodin) Puad, T.J.Barkman, G.M.Plunkett & Lowry
- Heptapleurum wallichianum (Wight & Arn.) Seem.
- Heptapleurum wardii (C.Marquand & Airy Shaw) G.M.Plunkett & Lowry
- Heptapleurum waterhousei (Harms) G.M.Plunkett & Lowry
- Heptapleurum winkleri (Harms) G.M.Plunkett & Lowry
- Heptapleurum wrayi King
- Heptapleurum yatesii (Merr.) G.M.Plunkett & Lowry
- Heptapleurum zhuanum (Lowry & C.B.Shang) G.M.Plunkett & Lowry